# Basilika Jesús de Medinaceli

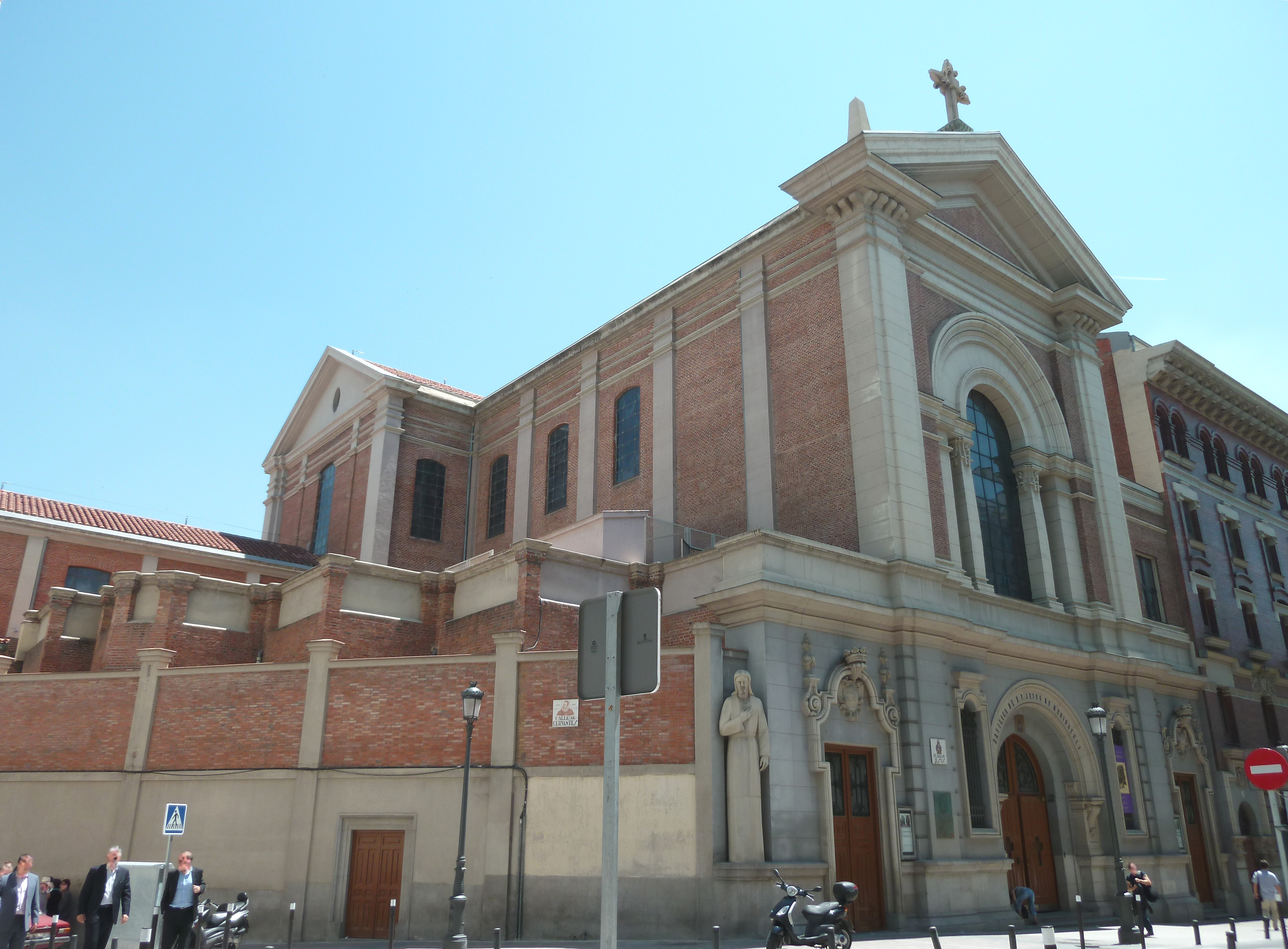
Basilika Jesús de Medinaceli

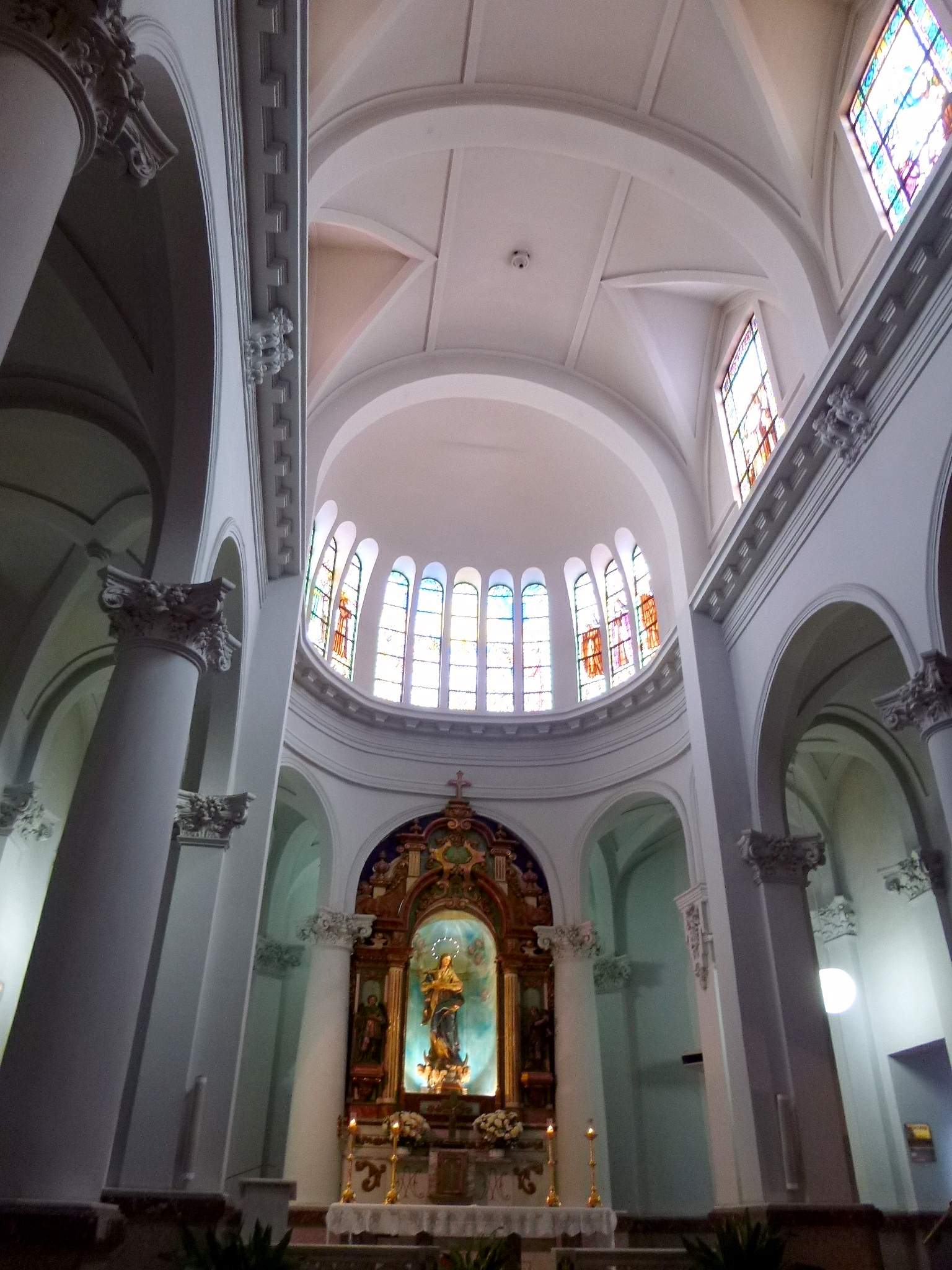
Innenraum

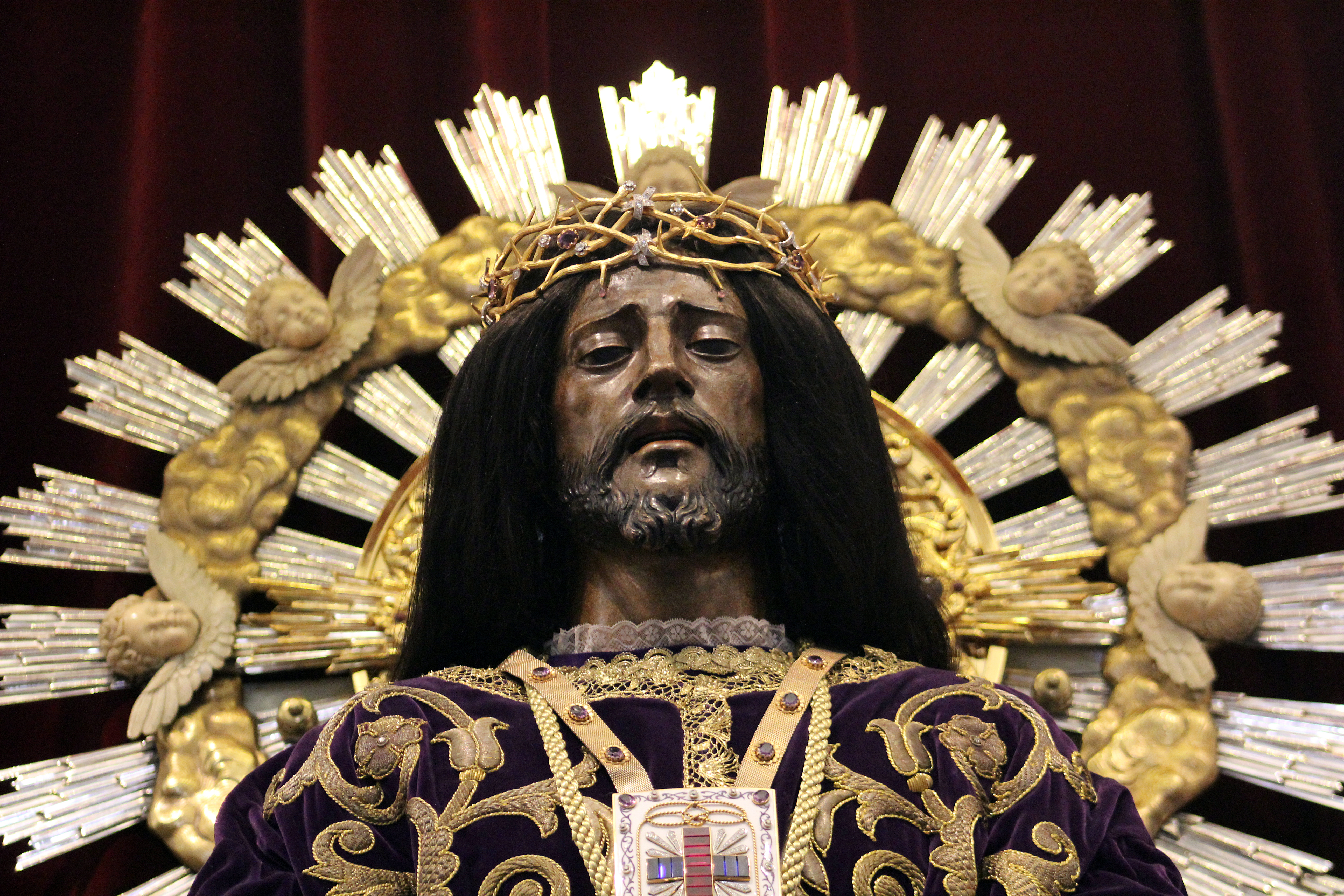
Jesús de Medinaceli

Die Basilika Nuestro Padre Jesús de Medinaceli (deutsch Basilika Unser Vater Jesus von Medinaceli) ist eine römisch-katholische Kirche in Madrid, Spanien. Die Pfarrkirche des Erzbistums Madrid trägt den Titel einer Basilica minor. Die neobarocke Kirche wurde in den 1920er Jahren an der Plaza de Jesus an der Stelle eines ehemaligen Klosters errichtet.

## Geschichte
Das Kloster der Barfüßigen Trinitarierinnen der Muttergottes der Menschwerdung wurde 1606 gegründet. In einer dortigen Kapelle wurde das Bildnis des Jesús von Medinacelli verehrt, gestiftet von den Herzögen von Medinaceli, die die Patronat über das Kloster hatten. Die baufällige Anlage wurde 1922 abgerissen. Anschließend wurde 1927 mit dem Bau der Kirche begonnen, der vom Architekten Jesús Carrasco-Muñoz Encina entworfen und 1930 fertiggestellt wurde. Sie wurde am 21. November 1930 vom damaligen Erzbischof von Madrid, Leopoldo Eijo y Garay, feierlich geweiht.
Die Kirche wurde am 26. Januar 1966 von Erzbischof Casimiro Morcillo González als Pfarrkirche errichtet. Papst Paul VI. erhob sie am 1. September 1973 in den Rang einer Basilica minor. Sie ist der kanonische Sitz der Königlichen Erzbruderschaft Unseres Lieben Herrn Jesus von Medinacelli, die das Christusbild auf der Karfreitagsprozession tragen. Derzeit wird die Kirche vom Kapuziner-Orden betreut.

## Beschreibung
Die dreischiffige Basilika hat den Grundriss eines lateinischen Kreuzes. In der Apsis des Chors befindet sich die Nische, in der das Bildnis des Christus von Medinaceli verehrt wird. Der Künstler Santiago Padrés Elas stattete die Kirche mit Mosaiken aus. Ihre Fassade ist das charakteristischste Element, das an den Barockstil erinnert; sie hat ein zentrales Fenster in Form einer Serliana, das in einem geteilten Dreiecksgiebel endet.
In einer der Ecken der Fassade befindet sich ein großes Bildnis von Jesus dem Nazarener, das den Charakter des Heiligtums des Ortes betont.